# Generalklausul
En generalklausul är en generellt hållen lagregel som täcker upp förhållanden som är svåra att förutse av lagstiftaren. Generalklausuler är idag vanliga och förklaras ofta som modern lagstiftningsteknik. Motsatsen till generalklausuler är kasuistiska klausuler, som endast tar sikte på specifika situationer och alltså inte omfattar alla de fall som skulle kunna vara lämpliga att reglera. Nackdelarna som följer med allmänt hållna regler är att de antingen omfattar allt eller inget. Domstolarna får en tämligen stor frihet att döma utifrån samtliga förhållandena i det enskilda fallet. Den faktiska tillämpningen av generalklausuler preciseras sedermera genom rättspraxis.

## Exempel på generalklausuler
Avtalslagen (1915:218) innehåller två välkända generalklausuler, 33 § ("den lilla") och 36 § ("den stora"). Den lilla generalklausulen kan tillämpas för att ogiltigförklara ett avtal om omständigheterna var sådana vid avtalets tillkomst att det skulle anses strida mot tro och heder att åberopa avtalets giltighet med vetskap om omständigheterna. Rekvisiten i 33 § avtalslagen är högt ställda, och bestämmelsen tillämpas restriktivt. Den stora generalklausulen är mer omfattande och innebär att avtalsvillkor kan jämkas eller lämnas utan avseende om de är att se som oskäliga med hänsyn till avtalets innehåll, omständigheterna vid avtalets tillkomst, senare inträffade förhållanden och omständigheterna i övrigt. Denna formulering innebär att domstolar får göra en helhetsbedömning och fritt komma fram till en lämplig lösning i det enskilda fallet.
Marknadsföringslagen (2008:486) innehåller tre generalklausuler. 5 § anger att marknadsföring ska stämma överens med god marknadsföringssed. 7 § förbjuder aggressiv marknadsföring, och 8 § avser vilseledande marknadsföring.
Generalklausuler finns även i 10 kap 27 § och 25 kap 12 § offentlighets- och sekretesslagen (2009:400)
En generalklausul finns i skatteflyktslagen (1995:575). Med skatteflykt avses vissa handlingar gjorda i syfte att undvika eller minska skatt.